# Nemzeti Bajnokság II 1912–1913
Nemzeti Bajnokság II 1912–1913 sau liga a doua maghiară sezonul 1912-1913, a fost al 13-lea sezon desfășurat în această competiție.

## Istoric și format
Au fost atât de multe schimbări în organizarea fotbalului rural, încât raionul de sud-vest a fost comasat cu raionul de vest. Trebuiau create trei subdiviziuni pentru a evita distanțele mari create astfel. Este îmbucurător faptul că numărul echipelor a crescut nu doar în orașele în care asociația exista deja, dar a început fotbalul și în așezările care până acum păreau o pată albă pe harta fotbalului. Asociația Sportivă Szombathely, Clubul Gimnastic Szeged, Clubul Atletic Timișoara, Clubul Sportiv Feroviar Sátoraljaújhelyi, Asociația Sportivă Cegléd, Asociația Sportivă Satu  Mare și Asociația Sportivă Ujhorod s-au înregistrat pentru prima dată.

## Districtul de Sud

### Seria Arad
Majoritatea candidaților s-au prezentat în districtul de Sud, așa că campionatul s-a desfășurat în două subdiviziuni sau serii. Clubul Atletic Timișoara s-a dovedit a fi cel mai bun din seria Aradului - în lipsa echipelor din Szegedin și Subotica. Chichinda Mare a debutat cu o nouă echipă, iar Jimbolia s-a mutat și ea în această serie.
| Poz | Echipă                      | Pld | W  | D | L | GF | GA | GD  | Pct |
| --- | --------------------------- | --- | -- | - | - | -- | -- | --- | --- |
| 1   | CA Timișoara                | 14  | 13 | 1 | 0 | 39 | 3  | +36 | 27  |
| 2   | AG Arad                     | 14  | 11 | 1 | 2 | 27 | 9  | +18 | 23  |
| 3   | CA Arad                     | 14  |    |   |   | 19 | 13 | +6  | 20  |
| 4   | AS Chinezul CFM Timișoara1) | 14  |    |   |   | 11 | 0  | +11 | 12  |
| 5   | AEFM Timișoara              | 14  |    |   |   | 17 | 15 | +2  | 12  |
| 6   | AG Timișoara2)              | 14  |    |   |   | 6  | 12 | -6  | 11  |
| 7   | CE Jimbolia                 | 14  |    |   |   | 1  | 38 | -37 | 7   |
| 8   | CGA Chichinda Mare3)        | 14  |    |   |   | 0  | 29 | -29 | 0   |
| 9   | CEF Arad4)                  | 14  | -  | - | - | =  | =  | -   | -   |

1) Fosta Asociatie Sportivă Chinezul Timișoara.
2) Asociația de Gimnastică Timișoara în octombrie 1913 devine FC Timișoara.
3) Dreptul de a juca a fost suspendat în primăvară.
4) S-a retras.
Surse: 
- Dr. János Földessy: "Fotbal maghiar și MLSz." 1897-1901-1925.
- Nagy Z.-Bánki-Habán G.: "Povești și realizări ale fotbalului maghiar" 1900-1916.
- Raportul din 1913 al MLSz.
- "Szeged Sport." 1913

### Finala districtuală:
CA Bacska Subotica – CA Timișoara 4:1

## Districtul Transilvaniei
S-a efectuat o reformă a campionatelor districtuale astfel Districtul de Est devine Districtul Transilvaniei. Numărul de participanți a crescut în district, dar acest lucru nu a adus o schimbare calitativă. Cluburile care au debutat au avut o primă parte de sezon nereușită, la finalul turului de campionat clasându-se pe ultimele locuri. Returul a fost mai bun dar tot nu au putut face față echipelor din Cluj. Gloria recăpătată de Academia Comercială(KKASK) anul trecut a durat doar un an, de data aceasta KTC(CFR Cluj) a devenit noua campioană a  Transilvaniei.
| Poz | Echipă                          | Pld | W  | D | L  | GF | GA | GD | Pct |
| --- | ------------------------------- | --- | -- | - | -- | -- | -- | -- | --- |
| 1   | Clubul Gimnastic Cluj - KTC     | 12  | 11 | 1 | 0  | =  | =  | =  | 23  |
| 2   | Academia Comercială Cluj - KASK | 12  | 8  | 2 | 2  | =  | =  | =  | 18  |
| 3   | Club Atletic Cluj               | 12  | 7  | 1 | 4  | =  | =  | =  | 15  |
| 4   | AS Târgu Mureș                  | 12  | 5  | 3 | 4  | =  | =  | =  | 13  |
| 5   | Clubul Sportiv Feroviar Simeria | 12  | 4  | 1 | 7  | =  | =  | =  | 9   |
| 6   | ASSE Cluj - KASE                | 12  | 2  | 0 | 10 | =  | =  | =  | 4   |
| 7   | AS Târgu Secuiesc               | 12  | 1  | 0 | 11 | =  | =  | =  | 2   |
| 8   | AS Sibiu1                       | -   | -  | - | -  | -  | -  | -  | -   |

1) S-a retras.
Surse: 
- Dr. János Földessy: "Fotbalul maghiar și MLSz." 1897-1901-1925.
- Nagy Z.-Bánki-Habán G.: "Povești și realizări ale fotbalului maghiar" 1900-1916.
- Raportul din 1913 al MLSz.
- "Opoziția Secuiască" (Târgu Mureș) 1912, 1913.
- Hétfői Híradó/"Știrile de luni" (Cluj) 1912, 1913.

## Districtul de Est

### Seria Oradea
În cadrul reformei din acel sezon, Districtul Central a devenit Districtul de Est care a fost împărțit în două serii: Oradea și Ujhorod. 14 echipe au intrat în - acum - campionatul Districtului de Est. Împărțirea în două subdiviziuni a fost inegală în ceea ce privește puterea de joc a echipelor, întrucât toate cluburile din anul precedent erau în seria Oradea, în timp ce seria Ujhorod era formată exclusiv din echipe nou-înființate.
CA Oradea a atins apogeul. A câștigat campionatul seriei cu un raport de goluri uluitor și fără să piardă niciun punct. Campioana de anul trecut AS Debrețin a coborât de pe podium. Din păcate, rezultatele finale ale echipelor nu sunt disponibile, în ziarele vremii este mentionată doar linia de clasament a campioanei.
| Poz | Echipă                        | Pld | W  | D | L | GF  | GA | GD   | Pct |
| --- | ----------------------------- | --- | -- | - | - | --- | -- | ---- | --- |
| 1   | CA Oradea - NAC               | 16  | 16 | 0 | 0 | 137 | 6  | +131 | 32  |
| 2   | ASAC Debrețin - Debrecen KASE |     |    |   |   |     |    |      |     |
| 3   | AS Oradea                     |     |    |   |   |     |    |      |     |
| 4   | AG Debrețin                   |     |    |   |   |     |    |      |     |
| 5   | AGM Stăruința Oradea          |     |    |   |   |     |    |      |     |
| 6   | CS al Tipografilor Debrețin   |     |    |   |   |     |    |      |     |
| 7   | AG Debrețin - Debreceni MTE   |     |    |   |   |     |    |      |     |
| 8   | CS Bihor Oradea1)             |     |    |   |   |     |    |      |     |
| 9   | CS Oradea2)                   |     |    |   |   |     |    |      |     |

1) Desființat în aprilie 1913
2) Ziarele vremii nu au scris despre prestația lui, probabil că s-a retras la începutul campionatului.

Sursa: 
- Dr. János Földessy: "fotbal maghiar și MLSz." 1897-1901-1925.
- Nagy Z.-Bánki-Habán G.: "Povești și rezultate ale fotbalului maghiar" 1900-1916.
- Raportul din 1913 al MLSz.
- Sporthírlap /Ziar sportiv 1912, 1913.
- "Nagyváradi Napló./Jurnalul Oradea." 1912, 1913

### Seria Ujhorod
Partea de nord-est a țării a fost bine reprezentată în campionat. Câștigătorul seriei CA Ujhorod nu a putut fi un adversar demn al puternicului CAO/NAC.
| Poz | Echipă          | Pld | W | D | L | GF | GA | GD | Pct |
| --- | --------------- | --- | - | - | - | -- | -- | -- | --- |
| 1   | CA Ujhorod      | 8   | 7 | 0 | 1 | =  | =  | =  | 14  |
| 2   | AGS Nyíregyháza | 8   | 6 | 0 | 2 | =  | =  | =  | 12  |
| 3   | AGS Satu Mare   | 8   | 5 | 0 | 3 | =  | =  | =  | 10  |
| 4   | AS Kisvárda     | 8   | 1 | 0 | 7 | =  | =  | =  | 2   |
| 5   | AS Satu Mare    | 8   | 1 | 0 | 7 | =  | =  | =  | 2   |

Surse:
- Dr. János Földessy: "Fotbalul maghiar și MLSz." 1897-1901-1925.
- Nagy Z.-Bánki-Habán G.: "Povești și realizări ale fotbalului maghiar" 1900-1916.
- MLSz 1914-16. "Raport anual."
- "Ziarul sportiv" 1913, 1914.
- "Gazeta Ujhorod." 1912, 1913
- "Ziarul Sabolciu." 1912, 1913
- "Ziarul Sabolciu de Sus/Felsőszabolcs Hírlap (Kisvárda). 1912, 1913

### Finala districtuală:
CA Oradea/NAC – CA Ujhorod /Ungvár AC 7:2

## Cea mai bună echipă rurală.

### Calificări:
Clubul Gimnastic Cluj - KTC(CFR Cluj) - CA Bacska Subotica 2:2
CA Bacska Subotica - Clubul Gimnastic Cluj - KTC(CFR Cluj) 2-0 prin neprezentare

### Semifinale
CA Kosice/Kassai Athletic Club – CA Oradea 3:0

## Vezi și
- Liga a 2-a maghiară